# إكسبوز

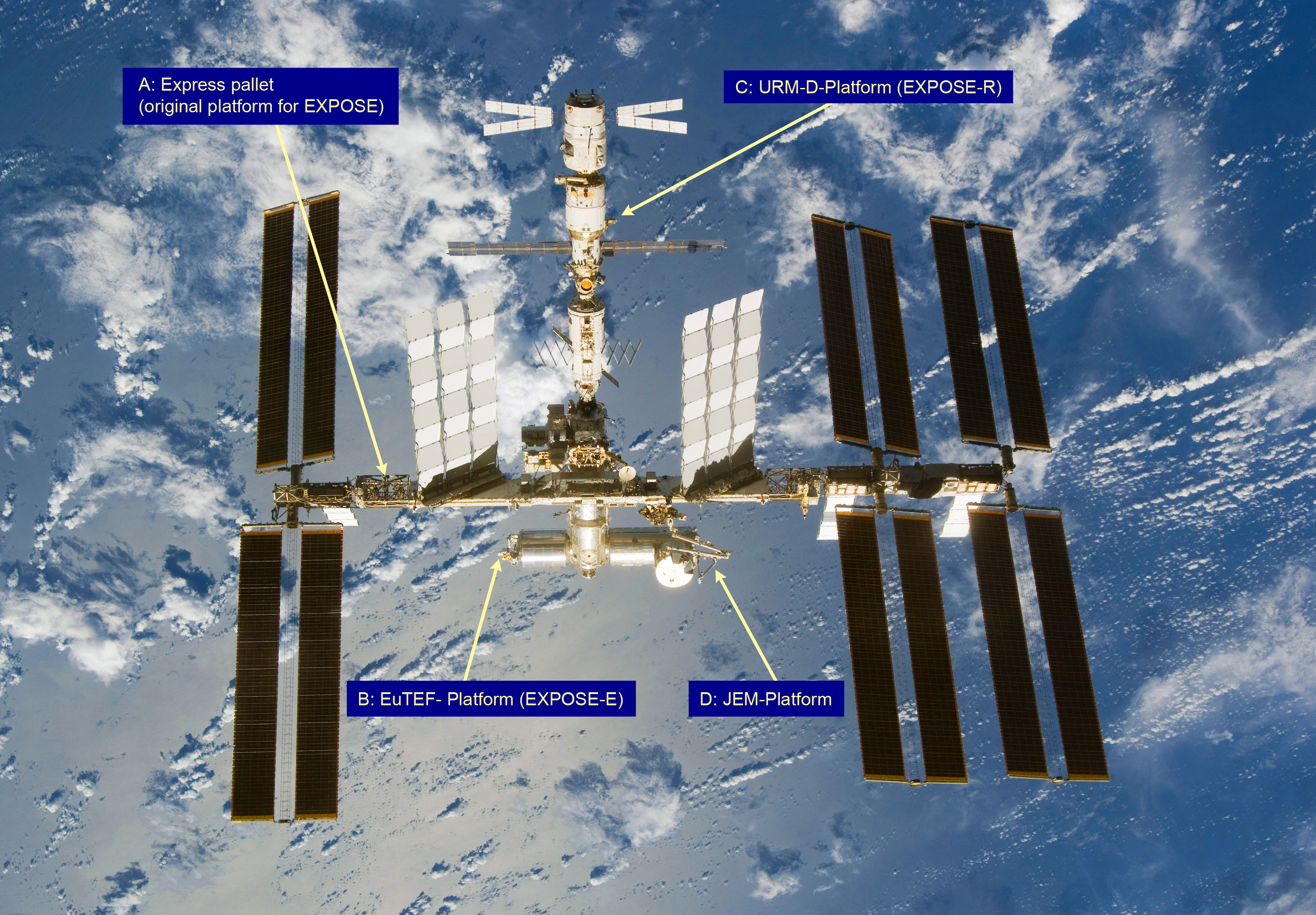

إكسبوز هو منشأة ذات مستخدمين متعددين مُثبتة خارج محطة الفضاء الدولية ومُخصصة لدراسات علم الأحياء الفلكية. طُورت إكسبوز من قبل وكالة الفضاء الأوروبية (إيسا) لإجراء مهمات فضائية طويلة الأمد وقد صُممت للسماح بتعريض العينات الكيميائية والحيوية لبيئة الفضاء الخارجي في أثناء جمع البيانات.
ستساهم النتائج في تطوير فهمنا للعمليات الحيوية الضوئية في مناخات مشابهة لمناخات الكواكب الإشعاعية (مثل الأرض المبكرة والمريخ المبكر والحالي ودور طبقة الأوزون في حماية المحيط الحيوي من الأشعة فوق البنفسجية القصيرة الضارة)، وكذلك الدراسات المُتعلقة باحتمالات انتشار الحياة خارج كوكبها الأصلي والقيود التي تحول دون ذلك. تدعم بيانات إكسبوز الدراسات الميكروبية طويلة الأمد للميكروبات على نيازك مصطنعة، وكذلك دراسات المجتمعات الميكروبية من مواضع بيئية خاصة. بحثت بعض تجارب إكسبوز في مدى إمكانية تكيف كائنات أرضية معينة مع الظروف البيئية خارج الأرض. اختبرت تجارب أخرى طريقة تفاعل الجزيئات العضوية عند تعرضها لفترة طويلة من الزمن للضوء الشمسي المباشر.

## الأهداف
خُصصت إكسبوز للقيام بمهام متعددة، خاصة بكل تجربة، لكن جميعها ترتبط بمجال علم الأحياء الفلكية. تهدف جميعها لفهم طبيعة وتطور المادة العضوية الموجودة في البيئات خارج الأرض وعلاقتها المحتملة مع علم الأحياء الفلكية. تدرس هذه التجارب في الغالب جزيئات المذنبات من أجل فهم نتائج مهمة روزيتا أو كيمياء قمر تيتان (من خلال مهمة كاسيني هويجنز) أو الكيمياء العضوية للبيئة المريخية (من خلال مختبر علوم المريخ ومشروع إكسومارس).

## أهميتها
بمساعدة التجارب التي أُجريت على متن مرافق إكسبوز، جرى البحث في جوانب مختلفة من علم الأحياء الفلكية لم يكن من الممكن التحقق منها بدرجة كافية في المختبرات الأرضية. صُممت التجارب الكيميائية للحصول على فهم أفضل لدور الكيمياء بين النجمية وكيمياء الكواكب والمذنبات في نشوء أصل الحياة. تُعتبر المذنبات والنيازك مصادر خارجية للجزيئات ما قبل الحيوية على الأرض المبكرة. ستساعدنا جميع البيانات التي جُمعت خلال التجارب الفلكية لمهام إكسبوز على فهم أصل وتطور الحياة على الأرض واحتمالية انتشارها في الفضاء.
ستساعد البيانات، التي جُمعت خلال دراسة المواد العضوية المعقدة للمذنبات، في تفسير بيانات الموقع التي جمعتها مهمة روزيتا بعد هبوطها على مذنب 67 بّي/تشوريوموف جيراسيمنكو عام 2014، والعينات التي حُللت من قبل مركبتي كيوريوسيتي وإكسومارس على كوكب المريخ. أخيرًا، ستساهم التجارب الكيميائية في فهم العمليات الكيميائية على قمر زحل تيتان وأوجه التشابه الممكنة بينها وبين العمليات ما قبل الحيوية على الأرض المبكرة.
استخدمت التجارب الحيوية الطيف الكامل للأشعة فوق البنفسجية الشمسية والمرشحات القطعية المناسبة لدراسة دور طبقة الأوزون في حماية محيطنا الحيوي واحتمال مقاومة الكائنات الحية الميكروبية الأرضية (الأليفة للظروف القاسية) لبيئة الفضاء الخارجي. ستوفر هذه الدراسات الأخيرة بيانات تجريبية لفرضية التبذر الشامل، وستوفر البيانات الأساسية للمشكلات المتعلقة بحماية الكواكب. للحصول على فهم أفضل لصلاحية المريخ للسكن، عُرضت مجموعة واحدة من العينات لظروف تحاكي بيئة المريخ (من ناحية الضغط والغلاف الجوي وبيئة الأشعة فوق البنفسجية)، مع ودون غطاء حماية مكون من تربة تحاكي التربة المريخية. مع ذلك، لا تمثل الاختبارات الحيوية المُختارة فروع الحياة المختلفة بالكامل.